# Рябов, Юрий Александрович
Ю́рий Алекса́ндрович Ря́бов (15 июня 1923, Харьков, УССР, СССР — 31 мая 2021) — советский и российский астроном и математик, доктор физико-математических наук, профессор.

## Биография
Ю. А. Рябов родился 15 июня 1923 года в г. Харькове в семье начинающего врача и будущего преподавателя Харьковского мединститута.
Интерес к математике проявился ещё в школьные годы благодаря замечательному учителю Эдмунду Николаевичу Юшкевичу. В 1940 году Ю. А. Рябов с отличием окончил среднюю школу и был принят без вступительных экзаменов на физико-математический факультет Харьковского государственного университета. Окончил первый курс университета, сдав последний экзамен по высшей алгебре 25 июня 1941 года. Десятью днями раньше сдал последний экзамен в Харьковской музыкальной школе-десятилетке по классу фортепиано.
С 19 января 1943 года — в рядах Красной армии. Был рядовым 345 зенитного полка, получил звание ефрейтора, а впоследствии — младшего лейтенанта. После прохождения курсов немецкого языка при Военном Институте иностранных языков был переводчиком в 1-й радиобригаде особого назначения на 2-м и 3-м Белорусских фронтах. По окончании войны работал переводчиком в Военном отделе Советской военной администрации в Германии. Демобилизован в сентябре 1946 года.
С октября 1946 года — студент второго курса Астрономического отделения механико-математического факультета Московского государственного университета. В 1950 году окончил МГУ по кафедре небесной механики, выполнив на пятом курсе под руководством Г. Н. Дубошина дипломную работу «Устойчивость коллинеарных точек либрации в задаче трёх тел» и получив диплом с отличием. По рекомендации кафедры был принят в аспирантуру — его руководителями были профессора Г. Н. Дубошин и Н. Д. Моисеев. В 1953 году успешно окончил аспирантуру и защитил кандидатскую диссертацию на тему «Об аналитической теории движения малых планет троянской группы».
В 1953—1955 годах работал в качестве младшего научного сотрудника кафедры небесной механики Государственного астрономического института имени П. К. Штернберга. В 1955—1963 годах — старший преподаватель, затем доцент кафедры высшей математики Всесоюзного заочного энергетического института. В 1963—1965 годах — доцент кафедры небесной механики ГАИШ МГУ. В 1963 году защитил в МГУ докторскую диссертацию «Некоторые вопросы применения метода малого параметра и оценки области его сходимости в теории нелинейных колебаний и систем с запаздыванием». В 1965 году было присвоено звание профессора. В 1965—1971 годах — заведующий кафедрой вычислительной математики и теории вероятностей Университета Дружбы Народов имени Патриса Лумумбы. В 1971—1993 годах — заведующий кафедрой высшей математики Московского автомобильно-дорожного института, а с 1993 года — профессор этой кафедры.
Ю. А. Рябов умер 31 мая 2021 года.

## Научно-педагогическая и общественная деятельность
В сферу научных интересов Ю. А. Рябова входили общая астрономия, различные методы небесной механики и их приложения, аналитические и качественные методы в теории дифференциальных уравнений, численные методы, программирование на ЭВМ, компьютерная алгебра и математическая физика.
Основные направления исследований: 1) Построение и анализ периодических и условно-периодических решений дифференциальных уравнений с малым параметром в задачах небесной механики, теории нелинейных колебаний на основе последовательных приближений (вариант метода малого параметра Ляпунова—Пуанкаре). 2) Разработка численно-аналитических методов построения и анализа решений уравнений в задачах небесной механики и в нелинейных задачах в целом. 3) Построение и анализ решений дифференциальных уравнений, описывающих физические, механические системы с малым запаздыванием. Существенное достоинство разработанных Ю. А. Рябовым методов — конструктивность, доведение до конкретных алгоритмов с оценкой области их эффективности.
Ю. А. Рябов опубликовал самостоятельно, вместе с коллегами и учениками более 15 монографий и научно-популярных книг, свыше 150 научных и научно-популярных статей и учебных пособий. Написал несколько статей для третьего издания Большой Советской Энциклопедии («Астродинамика», «Гаусса постоянная», «Искусственные спутники Земли (ИСЗ)», «Искусственные спутники Луны (ИСЛ)», «Искусственные спутники Солнца (ИСС)», «Космические скорости», «Ньютона закон тяготения» и другие), третьего издания Детской энциклопедии и журнала «Земля и Вселенная». Занимался переводом научных книг с английского и французского языков.
Педагогическую работу начал аспирантом в ГАИШ, проводя для студентов занятия по небесной механике. В дальнейшем, являясь сотрудником кафедр математики нескольких вузов, разработал курсы и читал лекции по ряду разделов высшей и прикладной математики.
Начиная с 1952 года Ю. А. Рябов активно участвовал во многих отечественных и зарубежных съездах, конференциях по астрономии, математике и механике. С 1965 года являлся бессменным членом редколлегии журнала «Земля и Вселенная». В 2006 году избран действительным членом Российской академии естественных наук.

## Награды и признание
- Орден Красной Звезды[8]
- Два ордена Отечественной войны II степени[8]
- Медаль «За оборону Сталинграда»[8]
- Медаль «За освобождение Варшавы»[8]
- Медаль «За взятие Берлина»[8]
- Медаль «За победу над Германией в Великой Отечественной войне 1941—1945 гг.»[8]
- Заслуженный деятель науки Российской Федерации (1992)[1]
- В честь Ю. А. Рябова назван астероид 5344 Ryabov (1997)[9]

## Некоторые публикации
- Рябов Ю. А. Движения небесных тел. — 1-е изд. / 2-е изд., доп. / 3-е изд., перераб. / 4-е изд., перераб. и доп.. — М.: Гостехиздат / Физматгиз / Наука / Наука, 1956 / 1962 / 1977 / 1988. — 159 / 215 / 208 / 237 с. — 50 000 / 35 000 / 60 000 / 76 000 экз. — ISBN - / - / - / 5-02-013870-3.
- Абалакин В. К., Аксёнов Е. П., Гребеников Е. А., Рябов Ю. А. Справочное руководство по небесной механике и астродинамике / Под ред. Г. Н. Дубошина. — М.: Наука, 1971. — 584 с. — 3900 экз.
- Абалакин В. К., Аксёнов Е. П., Гребеников Е. А., Дёмин В. Г., Рябов Ю. А. Справочное руководство по небесной механике и астродинамике / Под ред. Г. Н. Дубошина. — Изд. 2-е, доп. и перераб. — М.: Наука, 1976. — 864 с. — 4250 экз.